# رافاييل راموس
رافاييل راموس (مواليد 1965) هو ملاكم من بورتوريكو، مثّل بلاده في الألعاب الأولمبية الصيفية 1984.

## روابط خارجية
رافاييل راموس على موقع أوليمبيديا (الإنجليزية)